# Colobochyla
Colobochyla är ett släkte av fjärilar som beskrevs av Jacob Hübner 1825. Colobochyla ingår i familjen nattflyn.

## Dottertaxa tillColobochyla, i alfabetisk ordning[1][2]
| Colobochyla saalmulleralisXXXX |  |          |  |  |
| Colobochyla auricularia        |  |          |  |  |
| Colobochyla interpuncta        |  |          |  |  |
| Colobochyla ligata             |  |          |  |  |
| Colobochyla mabillealis        |  |          |  |  |
| Colobochyla saalmulleralis     |  |          |  |  |
| Colobochyla salicalis          |  | Mätarfly |  |  |

## Bildgalleri

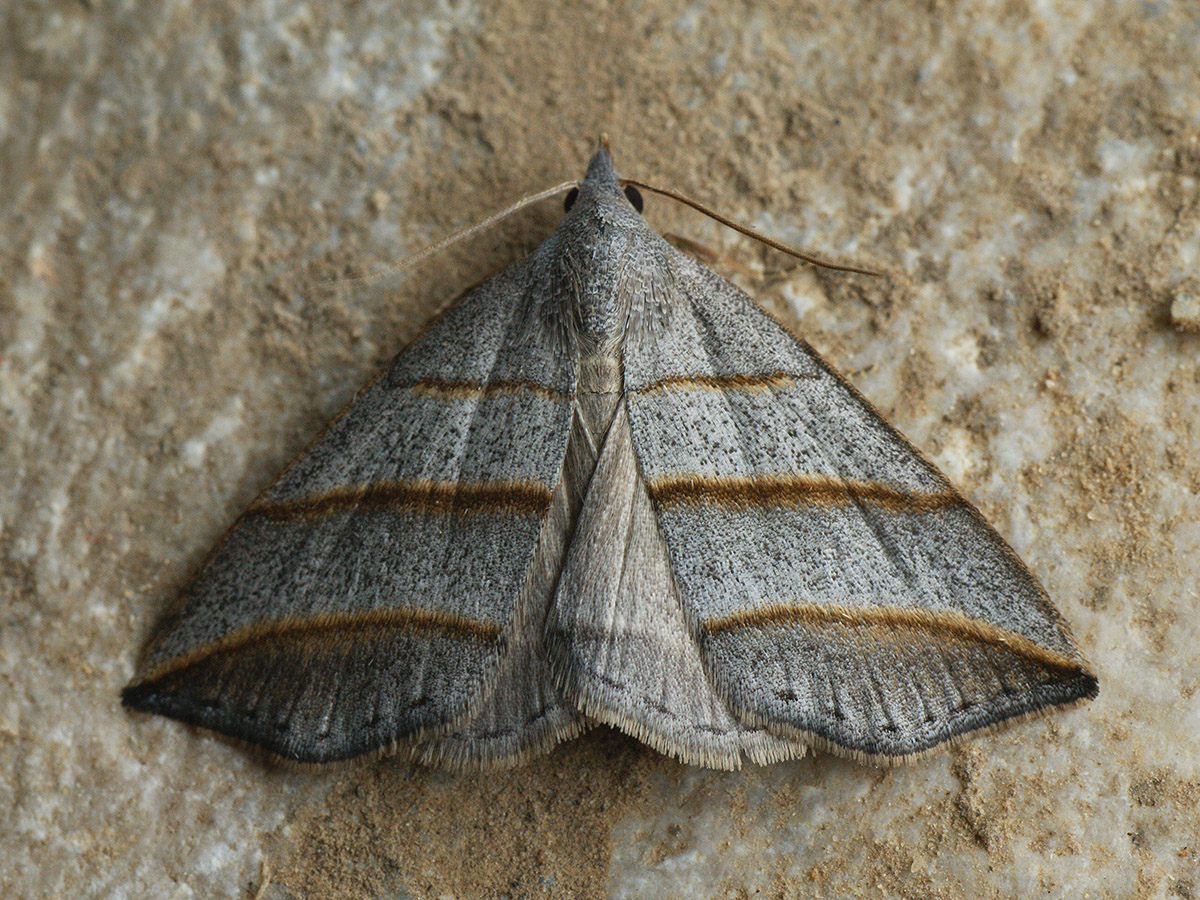
Mätarfly, Colobochyla salicalis
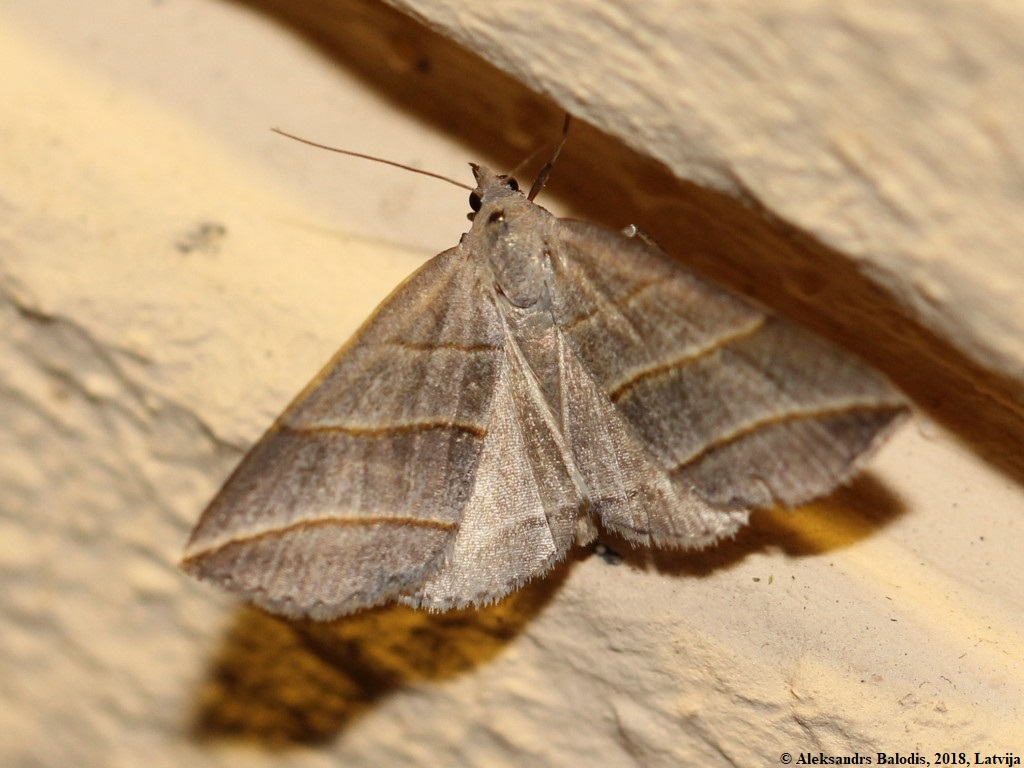
Mätarfly, Colobochyla salicalis
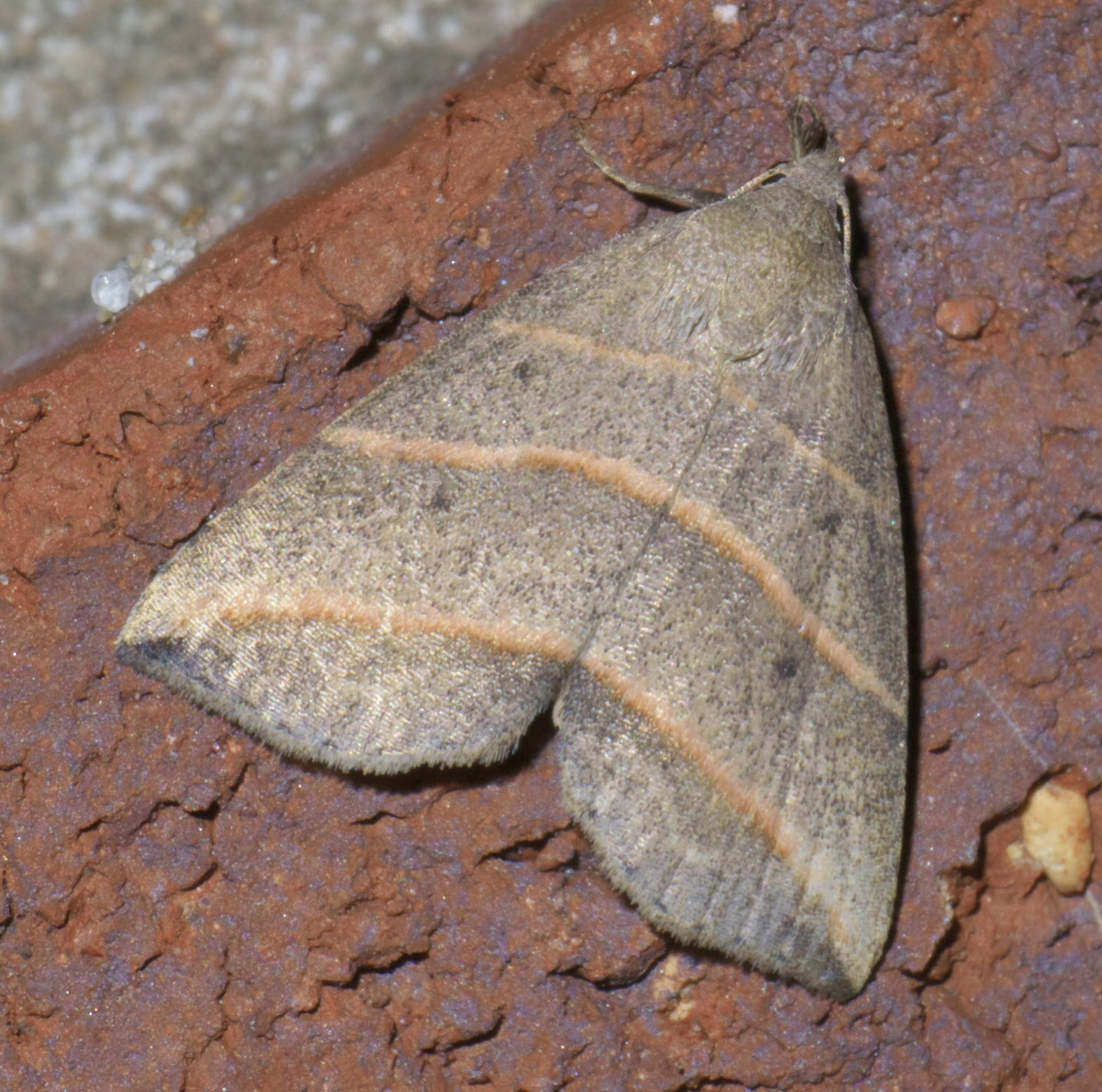
Colobochyla interpuncta
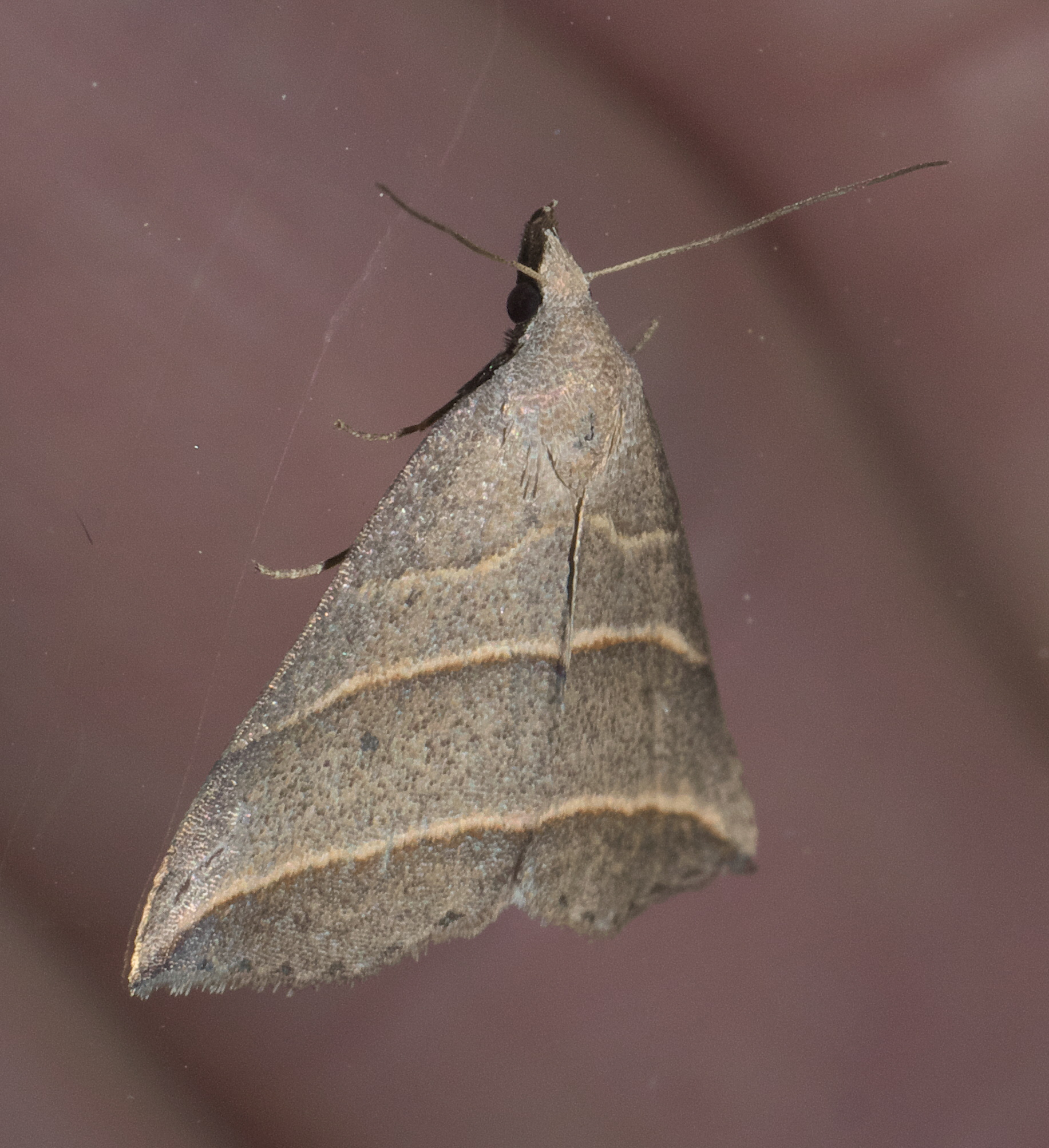
Colobochyla interpuncta